# Mașină de sex
O mașină de sex  este un dispozitiv mecanic utilizat pentru a simula actul sexual uman sau altă activitate sexuală.
Dispozitivele pot fi penetrante sau extractive. Termenul mașină de sex este folosit în general pentru a descrie o mașină penetrantă care funcționează prin transferul forței de rotație sau reciproce de la un motor la o mișcare direcțională pe un vibrator. Un dispozitiv de ferăstrău alternativ modificat de mână este uneori numit un fucksaw,,un dispozitiv de rotație cu motor de foraj modificat de mână este uneori numit un drilldo și un ferăstrău modificat se numește un jillsaw. Un dispozitiv extractiv funcționează ca o mașină de muls⁠(<span title="automatic milking|mașină de muls la Wikidata">d) și poate fi atașat la penis, sân sau altă parte a corpului.